# 魂の睡眠
魂の睡眠（たましいのすいみん）は、急進プロテスタントの教えである。魂は死と復活の間スリープする教義である。理論によれば、死んだ人々が、天国に行っていないが、彼らは審判の日まで、そして死者の復活まで、ほこりで眠る。クリスチャン「モータリズム」(mortalism)の理論の顕著な代表者の中では、ジョン・ミルトン、トマス・ホッブズやアイザック・ニュートンが含まれている。